# Boltonimecia canadensis
Boltonimecia este un gen dispărut de furnici din subfamilia de formicide Zigrasimeciinae. Genul conține o singură specie descrisă, Boltonimecia canadensis, și este cunoscută dintr-o singură fosilă din Cretacicul târziu care a fost găsită în Canada. Specia tip a fost descrisă inițial ca o specie din genul dispărut Sphecomyrma sub combinația Sphecomyrma canadensis.

## Istoric și clasificare
Boltonimecia este cunoscută dintr-o singură fosilă adultă, holotipul, specimenul numărul "CAS 330" îngropat într-un 8 × 3 × 2 mm (0,315 × 0,118 × 0,079 in) bucată de chihlimbar. La momentul descrierii genului, specimenul se afla în Colecția Națională Canadiană de Insecte, Arahnide și Nematode, în Ottawa, Canada. Exemplarul descris este al unui adult din casta muncitorească care a fost păstrat ca o includere într-o bucată portocalie transparentă de chihlimbar canadian. Specimenul de chihlimbar a fost recuperat in situ din zona de cărbune Taber, lângă vârful Foremost Formation, în jurul Grassy Lake, care este lângă Medicine Hat, Alberta, Canada. Chihlimbarul canadian a fost datat la o vârstă de aproximativ 79–78 de milioane de ani, plasându-l în Campanian din Cretacicul târziu.
Doi lucrători au fost studiati pentru prima dată de paleoentomologul EO Wilson în 1985, un holotip și un paratip mai puțin complet, ambele fiind păstrate în colecțiile Institutului de Cercetare Biosistematică din Ottawa. În descrierea tipului au fost plasate de Wilson ca specie de Sphecomyrma, Sphecomyrma canadensis, cu numele speciei o referință la țara de descoperire. Asemănarea trăsăturilor vizibile între S. freyi și "S." canadensis a fost menționat de Wilson în descriere, dar au fost furnizate puține informații descriptive care să distingă cele două.